# Carl Strandberg
Carl Strandberg, född 30 april 1926 i Stockholm, död 12 juli 2013 i Strängnäs, var en svensk präst och expert i kyrkorätt.

## Biografi
Strandberg prästvigdes i Stockholm 1952 och disputerade i praktisk teologi med kyrkorätt 1967 på avhandlingen Zur Frage des Veräusserungsverbotes im kirchlichen und weltlichens Recht des Mittelalters. Avhandlingen rörde det förbud att avyttra kronans egendom (den så kallade abalienationen) som återfinns i Magnus Erikssons landslag och vissa av landskapslagarna. Problemet var en nyckel till att förstå den tidens kyrka–stat-relation. Hans forskning ledde bland annat till en omdatering av landslagens handskrift och tillkomsthistoria. Han blev docent vid Uppsala universitet. Åren 1957–1970 var han  lärare i kyrkolagfarenhet vid universitetets praktiska prästutbildning. År 1967 blev han kyrkoadjunkt i Torshälla församling, 1970 kyrkoherde i Katrineholms församling och var från 1974 till sin pensionering 1992 domprost i Strängnäs stift. Han blev hovpredikant 1991. Han var ordförande i Sveriges kristliga gymnasiströrelse 1965–1969 och sekreterare i Samfundet Pro Fide et Christianismo 1994–2005. 
Carl Strandberg var son till justitierådet Tore Strandberg och Ingrid Norrbohm. Han var gift med filosofie magister Ulla Blomquist.

## Gärning som expert inom kyrkorätt
År 1974 utgav han den kyrkorättsliga prästmötesavhandlingen ’’Präst och kyrkoråd’’ som visade hur den svenska kyrkan ända sedan medeltiden varit organiserad utifrån en förtroendefull samverkan mellan folkligt förankrad självstyrelse och prästerlig ämbetsförvaltning, med var sina rättsligt avgränsade områden. Prästen hade en gentemot församlingen självständig myndighet och ett självständigt ansvar rörande sakramentsförvaltningen, förkunnelsens, gudstjänstlivet och undervisningen. Samtidigt hade kyrkorådet en självständig ställning rörande till exempel kyrkans drätsel och vård. Kyrkomötet var uppdelat i två avdelningar: präster valda av präster och lekmän av lekmän. Denna så kallade dubbla ansvarslinjen var konstitutiv för kyrkan. Strandbergs bok var länge en grundläggande framställning för hur kyrkans arbete skulle vara rättsligt reglerat på lokalnivå.
Strandberg tillhörde kyrkomötet 1963–1982. Han var där och i hela Svenska kyrkan en oomstridd auktoritet på kyrkorättens område och han var djupt respekterad i alla läger, också där man i kyrkopolitikens dagsfrågor intog en annan ställning än han.
Strandberg tillhörde från 1959 till 1998 Svensk pastoraltidskrifts redaktion och han hade på så sätt ett brett inflytande för åsiktsbildningen i Svenska kyrkan.  Tidigt tog han ställning för ett skiljande mellan Svenska kyrkan och staten och drev detta konsekvent i sin tidning.  Skilsmässan var nödvändig därför att det dåvarande sambandet byggde på förutsättningar som inte längre fanns, menade han. På teologiska grunder avvisade han de skäl som 1958 möjliggjorde att prästämbetet öppnades för kvinnor. När den så kallade samvetsklausulen sedermera genom ett regeringsbeslut upphörde att gälla menade han att staten därmed på ett svekfullt sätt gick ifrån givna löften och rev upp de förutsättningar som gjorde beslutet möjligt.  Till den så kallade kyrkomötesreformen 1982 var han starkt kritisk, eftersom han fann att den förändrade hela kyrkokonstruktionen när den inte längre lät det kyrkliga ämbetet (biskopar och präster) ha en egen representation där, utan ledamöterna skulle väljas utifrån de politiska partiernas linjer.
Det noterades i rikspress när Strandberg efter 1982 saknades i kyrkomötet och istället engagerade sig i den parallellorganisation som byggdes upp, Svenska kyrkans fria synod.  Han var ordförande i Kyrklig samling kring Bibeln och bekännelsen 1989–1996.